# Norman Jouppi
Norman Paul „Norm“ Jouppi ist ein US-amerikanischer Computeringenieur.

## Leben
Jouppi war einer der Computerarchitekten am MIPS-Projekt der Stanford University (unter John L. Hennessy), einem frühen RISC-Projekt. Er erhielt seinen Master-Abschluss in Elektrotechnik 1980 an der Northwestern University und  wurde 1984 an der Stanford University promoviert (Timing Verification and Performance Improvement of MOS VLSI Designs) und ging 1984 an das Western Research Laboratory der Digital Equipment Corporation. Er war bei Compaq und ab 2002 bei Hewlett-Packard, wo er in den HP Labs in Palo Alto 2006 bis 2008 das Advanced Architecture Lab leitete und danach 2008 bis 2010 das Exascale Computing Lab und 2010/11 das Intelligent Infrastructure Lab. Danach war er Computeringenieur bei Google.
Von ihm stammen Entwicklungen im Bereich Speicher-Hierarchien (victim buffer, prefetching stream buffer, multi-level exclusive caching), heterogene Architekturen (single ISA heterogeneous architectures) und die Einführung von CACTI-Tools für den Speicher-Entwurf (Modellierung von Cache-Zeit, Fläche und Leistung).
Er war Hauptarchitekt von vier Mikroprozessoren und trug zur Entwicklung von Graphik-Beschleunigern bei. Außerdem befasst er sich mit Telepresence-Technologie und der Anwendung von Nanophotonik im Computerbereich.
2015 erhielt er den Eckert-Mauchly Award für Beiträge zu Design und Analysis von Hochleistungs-Prozessoren und Computerspeicher-Systeme. 2002 wurde er Hewlett Packard Fellow, 2003 Fellow der IEEE und 2007 Fellow der ACM. 2014 erhielt er den Harry H. Goode Memorial Award. 2002 erhielt er den Compaq Key Patent Award. Für 2024 wurde Jouppi der Seymour Cray Computer Engineering Award zugesprochen.
2007 bis 2011 stand er der Abteilung Computer-Architektur (SIGARCH) der ACM vor.
1984 bis 1996 war er auch beratender Assistant bzw. Associate Professor an der Stanford University. Er hält über 35 US-Patente. Er ist im Herausgebergremium von Communications of the ACM und IEEE Computer Architecture Letters.